# Río Isiboro
Río Isiboro är en flod i Bolivia. Den är belägen i den centrala delen av landet, 400 km norr om huvudstaden Sucre och mynnar ut i Marmorefloden.
I omgivningen kring Río Isiboro växer i huvudsak städsegrön lövskog och området är nästan obefolkat, med mindre än två invånare per kvadratkilometer.